# Раскопино (Вологодская область)
Раскопино — деревня в Вологодском районе Вологодской области на реке Козьма.
Входит в состав Майского сельского поселения (с 1 января 2006 года по 8 апреля 2009 года входила в Октябрьское сельское поселение), с точки зрения административно-территориального деления — в Октябрьский сельсовет.
Расстояние до районного центра Вологды по автодороге — 24 км, до центра муниципального образования Майского по прямой — 6 км. Ближайшие населённые пункты — Молочная, Кулеберево, Белое, Маурино.
По переписи 2002 года население — 158 человек (70 мужчин, 88 женщин). Преобладающая национальность — русские (99 %).